# Skoronice
Skoronice är en ort i Tjeckien.   Den ligger i regionen Södra Mähren, i den sydöstra delen av landet, 230 km sydost om huvudstaden Prag. Skoronice ligger 193 meter över havet och antalet invånare är 527.
Terrängen runt Skoronice är platt åt sydost, men åt nordväst är den kuperad.Runt Skoronice är det ganska tätbefolkat, med 111 invånare per kvadratkilometer. Närmaste större samhälle är Hodonín, 14,8 km söder om Skoronice. Trakten runt Skoronice består till största delen av jordbruksmark.